# André Theunis
Pour les articles homonymes, voir Theunis.
André Theunis, né le 9 décembre 1952 à Enghien, est un maître luthier belge.

## Biographie
André Theunis commença par étudier l'ébénisterie à l'Institut Technique d'Ath, parallèlement il est violoniste et c'est au conservatoire qu'il rencontre le professeur Raskin qui lui suggère de suivre une formation de luthier, formation qu'il commence en 1972. Il a étudié pendant près de dix ans à la Geigenbnau Schule à Mittenwald, puis à Malmö en Suède et chez W.E. Hill & Sons (en) à Londres.
Établi à Bruxelles dans le quartier des Marolles depuis bientôt 30 ans, il construit et rénove les instruments du quatuor (violon, alto, violoncelle).
Il a en particulier conçu et réalisé pour Jean-Paul Dessy un violoncelle à fond plat appelé « Éliehasard »,. Il a également créé le violon « Alissa », inspiré par la violoniste Alissa Margulis, qui sera joué par Alissa Margulis et Roby Lakatos,
Il est le principal luthier de l'Orchestre du Luxembourg,.
Il est diplômé de l'« Entente internationale des maîtres luthiers et archetiers d'art » (EILA),. Il est également membre du « Groupement des Luthiers et Archetiers d'Art de France ».